# Ambassador Motorcycles
Ambassador Motorcycles fou una empresa britànica fabricant de motocicletes. Fundada pel pilot Kaye Don després de la Segona Guerra Mundial, la companyia va produir motocicletes lleugeres amb motors Villiers i JAP i va importar les Zündapp d'Alemanya. Va iniciar la producció el 1947 amb motocicletes equipades amb motor Villiers de 197 cc. El 1953, Ambassador va produir un model amb arrencada elèctrica i el 1957 va llançar la primera bicilíndrica de la marca.
El 1963, DMW va adquirir l'empresa, la qual va continuar temporalment la producció fins que fou tancada definitivament el 1965. Una nova "Ambassador Motorcycles" es va tornar a constituir a finals del 2016.

## Història
Fundada el 1946 com a U.S. Concessionaires Ltd. pel pilot de motociclisme irlandès Kaye Don, destacada estrella de Brooklands durant la dècada del 1920, l'empresa va començar a importar automòbils americans. El desenvolupament de motocicletes va començar amb un prototip de motor bicilíndric vertical JAP de 494 cc. El 1947, Ambassador va introduir els petits motors Villiers i, a causa del seu èxit, els va fer servir fins al 1964. Tot i que les motocicletes Ambassador eren cares i no es venien gaire bé, les exportacions a Austràlia i Nova Zelanda van tenir èxit.

## Models

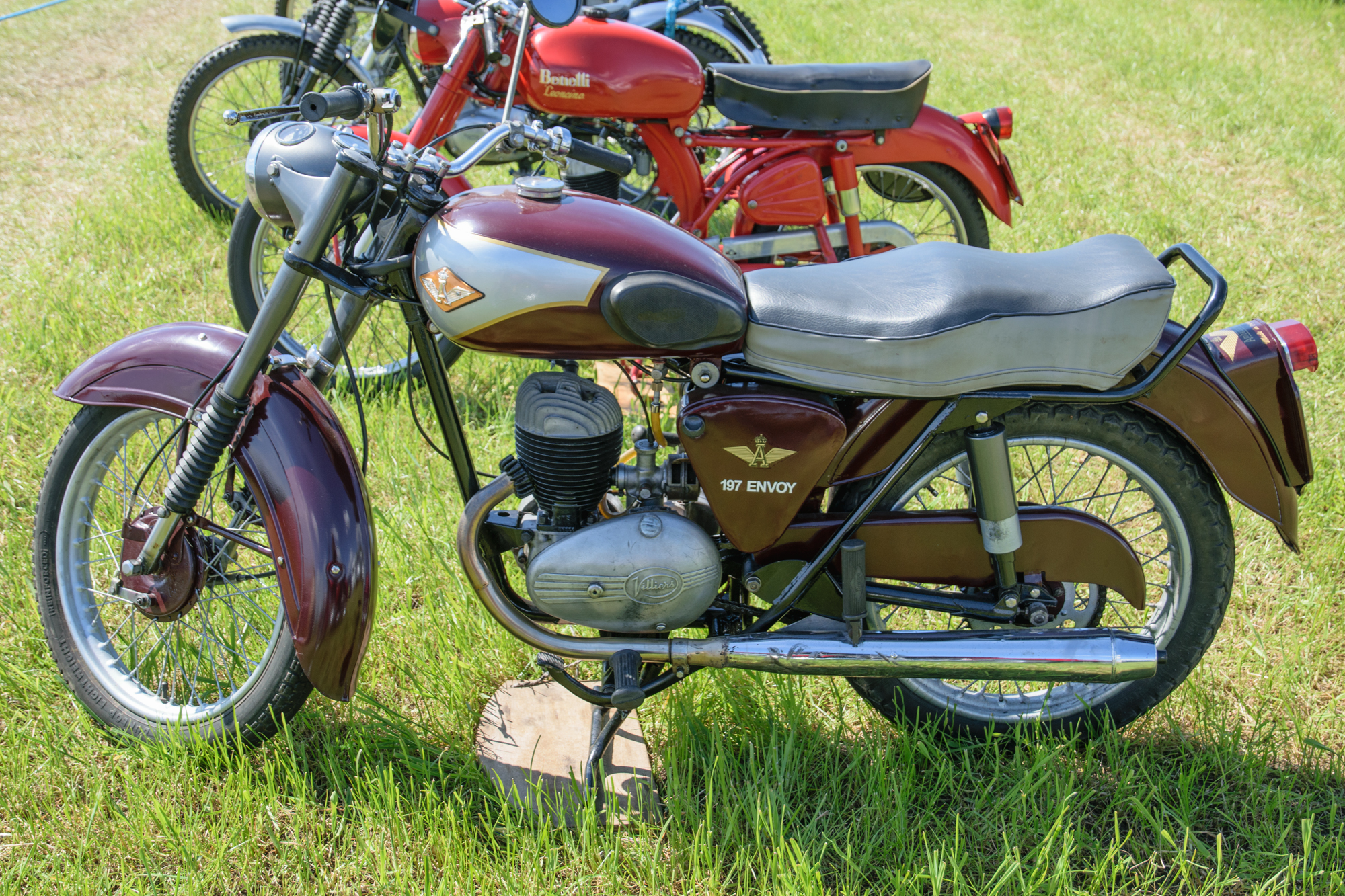
Ambassador Envoy de 1959

| Model                     | Any  | Notes                                                                                                 |
| ------------------------- | ---- | --- |
| Popular                   | 1951 | Motor Villiers, equipada amb forquilles de tub fins al 1953                                           |
| Courier                   | 1951 | Motor Villiers                                                                                        |
| Embassy                   | 1951 | Motor Villiers                                                                                        |
| Supreme                   | 1951 | Primera Ambassador amb suspensió integral, amb forquilles telescòpiques i suspensió posterior d'èmbol |
| Sidecar                   | 1953 | Motor Villiers 197cc                                                                                  |
| Self Starter              | 1953 | Motor Villiers 197cc                                                                                  |
| 225cc Supreme             | 1954 | Suspensió posterior amb basculant                                                                     |
| 150cc Popular             | 1956 | Motor Villiers 30C                                                                                    |
| Envoy                     | 1956 | Motor Villiers                                                                                        |
| 250cc twin                | 1957 | Motor Villiers                                                                                        |
| Statesman                 | 1958 | 175cc                                                                                                 |
| Popular                   | 1959 | |
| "3 Star Special"          | 1959 | |
| Envoy                     | 1959 | |
| Super S                   | 1959 | |
| Electra 75                | 1961 | |
| Sport Twin                | 1961 | |
| 175cc 'Scooter' (escúter) | 1961 | |
| 197cc Popular             | 1962 | |
| 50cc 'Moped' (ciclomotor) | 1962 | Motor Villiers 3K 2 velocitats                                                                        |
| DMW Ambassador            | 1962 | |
| Ambassador Supreme        | 2017 | Motor Suzuki 300cc, equipada amb forquilles USD i estil vintage "cafe racer"                          |